# FC Koeppchen
El FC Koeppchen es un equipo de fútbol de Luxemburgo que juega en la Éirepromotioun, la segunda división nacional.

## Historia
Fue fundado en el año 1919 en la ciudad de Wormeldange y 20 años después fue admitido en la Federación de Fútbol de Luxemburgo, de 1940 y 1944 el equipo fue conocido como FC Wuermer por la ocupación alemana.
Su primera aparición en la División Nacional de Luxemburgo se dio en la temporada de 1991/92 donde terminó en décimo lugar y descendió. El club retorna a la primera división para la temporada 1994/95 pero desciende tras terminar en último lugar entre 12 equipos. A finales de los años 1990 el club llega a cuartos de final de la Copa de Luxemburgo en dos ocasiones.